# Suxy
Suxy (uitgesproken als susí, Gaumais: Cheuchi) is een dorp in de Belgische provincie Luxemburg en een deelgemeente van Chiny in het arrondissement Virton.
Suxy ligt, in tegenstelling tot alle andere plaatsen in de gemeente, niet in het dal van de Semois, maar een stuk noordelijker. Het ligt aan een zijrivier van de Semois, de Vierre. Ten zuiden van Suxy is een stuwmeer aangelegd, het meer van de Vierre.

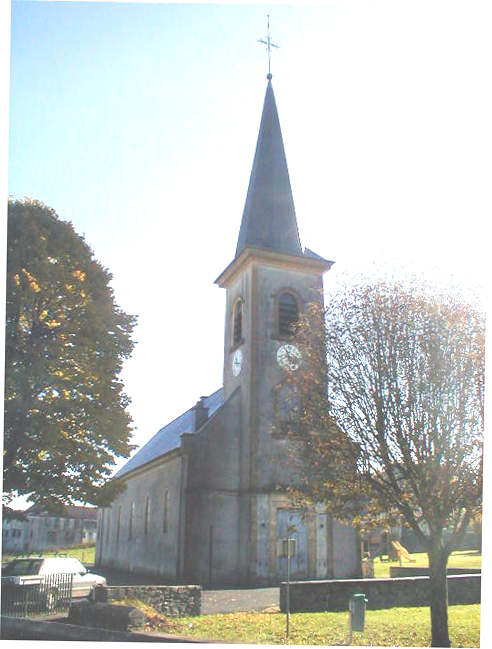
Église Saint-Thibaut

## Geschiedenis
Op het eind van het ancien régime werd Suxy ondergebracht bij de gemeente Straimont. In 1828 werd de gemeente Straimont opgesplitst: Straimont en enkele gehuchten in het noorden werden een deel van de gemeente Straimont-Grapfontaine, en Suxy werd een zelfstandige gemeente.
Bij de gemeentelijke herindeling van 1977 werd Suxy een deelgemeente van Chiny.

## Demografische ontwikkeling
- Bronnen:NIS, Opm:1831 tot en met 1970=volkstellingen

## Bezienswaardigheden
- De Église Saint-Thibaut

Deelgemeenten: Chiny · Izel · Jamoigne · Les Bulles · Suxy · Termes

Overige dorpen: Frenois · La Haïlleule · La Mouline · Moyen · Pin · Pont Charreau · Prouvy · Romponcelle · Valansart

Belgische gemeenten · Arrondissement Virton · Luxemburg · Wallonië